# Alfred Bernhard Lau
Alfred Bernhard Lau ( 5 de agosto de 1928, Solingen - † 27 de febrero de 2007, Fortín de las Flores, Veracruz) fue un misionero alemán e investigador de cactus.

## Vida y obra
Alfred Lau comenzó en 1947 en el Colegio Bíblico todos los Pueblos en Inglaterra, su formación como sacerdote. En 1952 emigró a los Estados Unidos, donde en la Academia Coulter en Los Ángeles enseñó hasta 1955 alumnos de octavo grado. En 1955 se casó con Anni Siemers, con quien tuvo siete hijos. Dos años más tarde, la familia se trasladó a Córdoba en el mexicano estado de Veracruz. En 1967, la familia finalmente se asentó en Fortín de las Flores hacia abajo.
Además de su trabajo como misionero Lau estaba interesado en las plantas, sobre todo los cactus y otras plantas suculentas. Para ello emprendió viajes de investigación a Norte y Sur de América y descubrió muchas especies nuevas, de las cuales él también realizó las primeras descripciones. Así, por ejemplo:
- Coryphantha tripugionacantha A.B.Lau
- Echinocereus pamanesiorum A.B.Lau
- Echinocereus spinigemmatus A.B.Lau
- La abreviatura «A.B.Lau» se emplea para indicar a Alfred Bernhard Lau como autoridad en la descripción y clasificación científica de los vegetales.[1]

## Honores
- 1973: miembro de Internationale Organisation für Sukkulentenforschung
- Sociedad de Cactus y Suculentas de América le otorgó el primer premio en junio de 1981,[2] en su reunión de Albuquerque.

### Epónimos
Algunas plantas suculentas fueron nombrados en su honor, por ejemplo:
- Copiapoa laui Diers
- Echeveria laui R.Moran & J.Meyrán
- Echinocereus laui G.Frank
- Epiphyllum laui Kimnach
- Turbinicarpus laui Glass & Foster
- Mammillaria laui D.R.Hunt
- Neobuxbaumia laui (P.V.Heath) D.R.Hunt
- Passiflora lauana J.M.MacDougal[3]

## Escritos (selección)
Artículos de revistas
- The Story of Shawintu Pujupat Dagses. In: National Cactus and Succulent J. 26 ( 3) 1971, pp. 76

- South American cactus Log. Cactus and Succulent J. 35, Cactus and Succulent Soc. of America, 1979–1991.

- Echeveria diffractens, sp. nov. In: Cactus and Succulent Journal 53 ( 1) Cactus and Succulent Soc. of Am. 1981, pp. 4–7 con Myron William Kimnach.

- Echinocereus tayopensis Marshall. In: Succulenta 64 ( 5) 1985, pp. 108–110.

- South American cactus Log: chapter 36. Cactus and Succulent J. 67 ( 3): 148–151 Cactus and Succulent Soc. of Am. 1995
- Some observations on Mammillaria species bearing my field numbers. In: J. of the Mammillaria Soc. 37 ( 2): 29-30 1997

- Eine neue Euphorbia in der Sierra Salamanca, Tamaulipas, Mexiko. In: Avonia 20 ( 3): 52-53 2002

- Die weissblattrige Echeveria pulvinata ist kein Kultivar. in: Avonia 22 ( 2): 29-31 2004

- The elusive Mammillaria carmenae. In: International Cactus Adventures 71: 11- 17 2006

Catálogos
- Feldnummern-Liste Alfred B. Lau: Südamerika 1968–1972. Arbeitskreis für Mammillarienfreunde, 1994, ISBN 3-926573-05-8
- Feldnummern-Liste Alfred B. Lau: Mexico 1972–1992. Arbeitskreis für Mammillarienfreunde, 1992, ISBN 3-926573-04-X

## Literatura
- Chuck Staples. Alfred Bernhard Lau (1928–2007). In: Cactus and Succulent J. 79 ( 3): 135-137 Cactus and Succulent Soc. of Am. 2007 doi [135:LBL2.0.CO;2 10.2985/0007-9367(2007)79[135:LBL]2.0.CO;2]

- Jonas Lüthy, Anton Hofer. Alfred B. Lau (1928–2007): Erinnerungen an einen großen Kakteensammler. In: Kakteen und andere Sukkulenten 58 ( 9): 242-247 2007